# 川淵洽馬
川淵 洽馬（かわぶち こうま、1883年〈明治16年〉8月15日 - 1946年 〈昭和21年〉10月1日）は、日本の内務官僚、政治家。官選県知事、高知市長、衆議院議員。財団法人板垣伯銅像記念碑建設同志会第7代会長。旧姓は宮崎。姓は川渕とも表記される。

## 来歴
高知県高岡郡窪川町（現・四万十町）生まれ。宮崎文次の二男として生まれ、川淵龍起の養子となる。第一高等学校を経て、1910年（明治43年）7月、東京帝国大学法科大学法律学科（独法）を卒業。同年11月、文官高等試験行政科試験に合格。1912年（明治45年）、内務省に入り警視庁警部に任官。
以後、警視庁警視、月島警察署長、台湾総督府警視、山形県警察部長、広島県警察部長、京都府警察部長、警視庁書記官・警務部長、警察講習所教授兼内務省参事官などを歴任。
1925年（大正14年）9月16日、福島県知事に就任。1927年（昭和2年）5月17日に休職となる。同年7月19日に願い出により免官となった。1929年（昭和4年）7月5日、広島県知事になった。1931年（昭和6年）5月8日に、福岡県知事に転任した。同年12月18日に依願免本官となり退官した。1932年（昭和7年）2月、第18回衆議院議員総選挙で高知県第2区に立憲民政党から出馬し当選し、衆議院議員を1期務めた。1936年（昭和11年）1月28日、高知市長となり、1941年（昭和16年）7月11日まで在任した。

## 栄典
- 1916年（大正5年）1月19日 - 勲六等瑞宝章[10]